# Trực thăng vũ trang
Máy bay trực thăng vũ trang là loại trực thăng quân sự được trang bị vũ khí quân sự.
Chức năng phổ biến của trực thăng vũ trang là phục vụ tấn công các mục tiêu trên mặt đất. Nó có thể được thiết kế ngay từ ban đầu là để tấn công các mục tiêu mặt đất, khi đó nó được xếp vào loại cụ thể hơn là trực thăng chiến đấu. Nó cũng có thể vốn là trực thăng mang chức năng khác, như đa nhiệm, vận tải, trinh sát cảnh báo, v.v... nhưng sau đó được chuyển đổi bằng những sửa đổi ở bộ phận vũ khí. Việc sửa đổi này cho phép tiết kiệm ngân sách quốc phòng khi phải phát triển hay mua các trực thăng tấn công. Những máy bay trực thăng vũ trang hạng nặng thường được gọi là các pháo hạm (gunship), như Mi-24 của Nga được mệnh danh là xe tăng bay.
Những máy bay trực thăng vũ trang chuyên dụng trong hải quân được trang bị vũ khí để tiêu diệt các tàu ngầm hoặc tàu nổi.

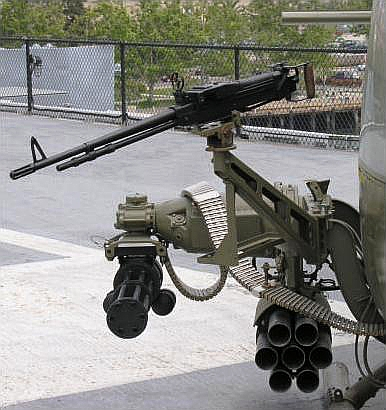
Một phần vũ khí trang bị cho trực thăng UH-1.
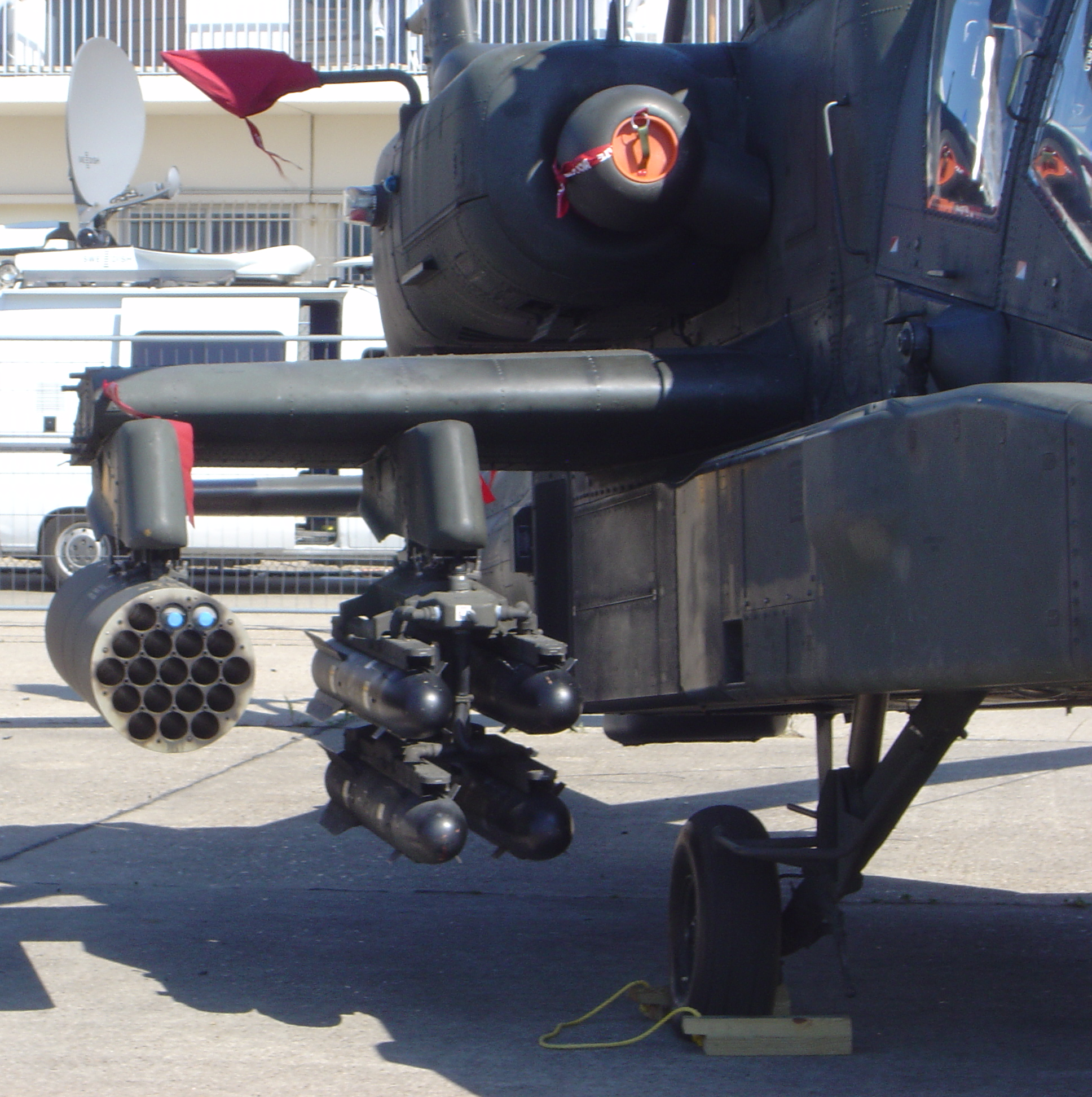
Một phần vũ khí trang bị cho gunship AH-64 Apache.
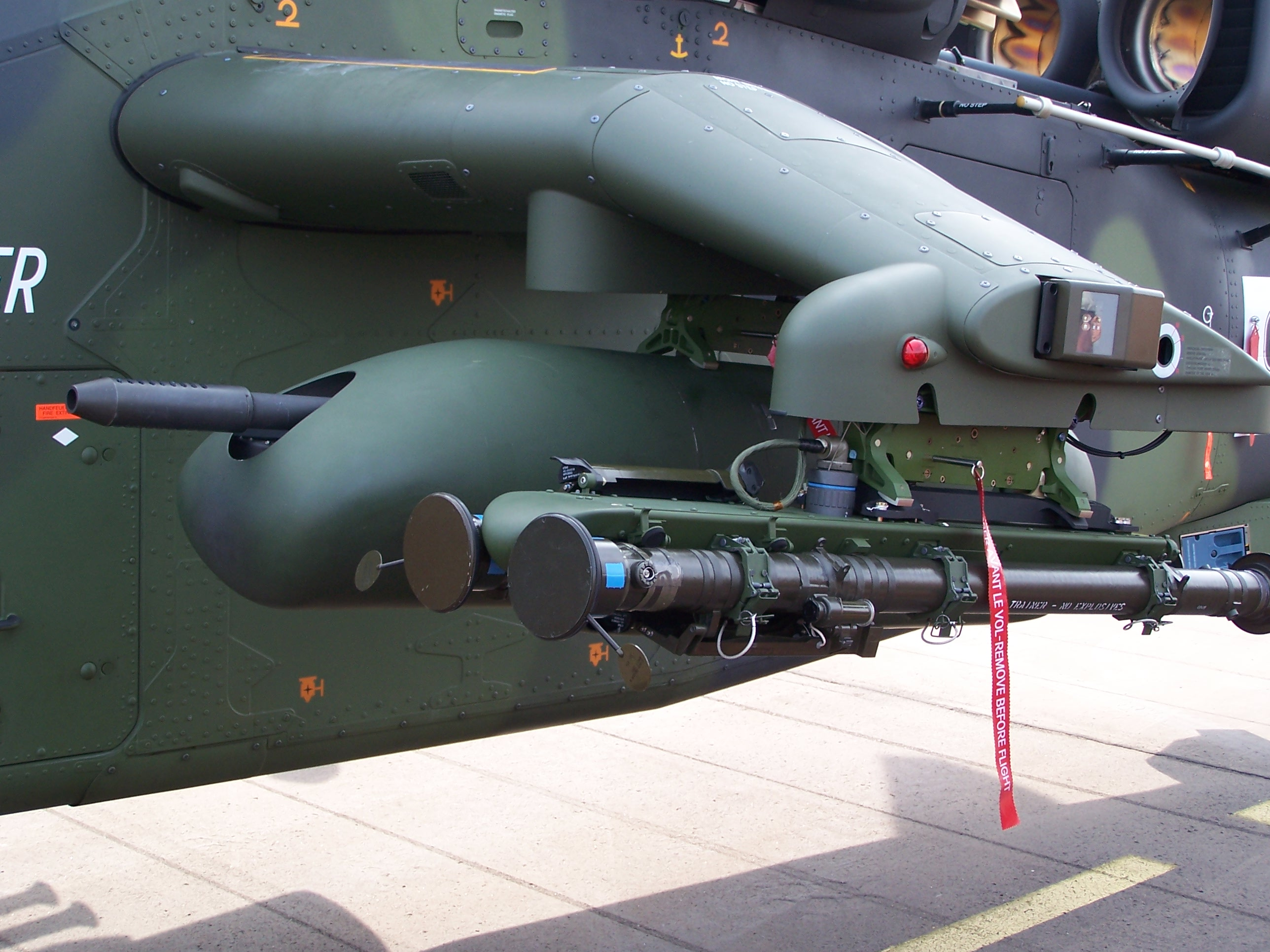
Vũ khí của một chiếc Tiger.

## Thể loại
1. ↑  The Military Dictionary. DIANE. 1987. tr. 35. ISBN 9780941375108. armed helicopter— (DOD, NATO) A helicopter fitted with weapons or weapon systems